# Disqus

Logo officiel

Disqus est un service Web américain de discussion et de commentaires d'articles centralisé avec authentification unique. Il permet à des sites Internet de se décharger de la gestion des commentaires d'articles, et à ses utilisateurs de pouvoir poster des commentaires en utilisant le même compte quel que soit le site Internet. Le service a été fondé en mai 2007 par Daniel Ha et CTO Jason Yan, et la société est basée à San Francisco, en Californie. [réf. souhaitée] Disqus est utilisé par des sites à grande affluence, tels les sites de CNN, Fox News Channel.

## Modèle économique
Le service est gratuit pour les internautes.
Le modèle économique de Disqus repose sur la proposition d'une offre freemium à l'instar de Dropbox ou d'Evernote. L'utilisation est donc gratuite pour les propriétaires des sites comme pour les visiteurs qui commentent le contenu.
En novembre 2010 Disqus propose officiellement trois extensions payantes pour les sites web : « Plus » pour 19 $/mois, « Pro » pour 199 $/mois et « VIP » pour 999 $/mois. Mi 2011, l'offre « Plus » fut supprimée et l'offre « Pro » augmentée à 299 $/mois.
Début juillet 2012, Disqus ne propose plus que deux offres payantes : l'offre « VIP » et une offre avec authentification unique obligatoire pour 99 $/mois.
Le 5 octobre 2017, Disqus est informé qu'une importante faille de sécurité affecte une de ses bases de données. Une copie frauduleuse de la base a été découverte, contenant notamment les pseudonymes et adresses de courriel de 17,5 millions d'utilisateurs inscrits entre 2007 et 2012. Les mots de passe hashés d'un tiers d'entre eux ont également été compromis. En réaction, Disqus réinitialise dès le lendemain les mots de passe des utilisateurs concernés pour éviter l'usurpation de compte et annonce la fuite sur son blog officiel.